# Harald Răng Xanh
Harald Gormsson (tiếng Bắc Âu cổ: Haraldr Gormsson, tiếng Đan Mạch: Harald Gormsen, mất khoảng năm 986), thường được biết đến với biệt danh Harald Răng Xanh hay Bluetooth (tiếng Đan Mạch: Blåtand), là một vị vua của Đan Mạch (c. 958–c. 986) và Na Uy (c. 970–c. 986) trong thời đại Viking.
Là con trai của vua Gorm Già, Harald có công mang Kitô giáo đến Đan Mạch và thống nhất các bộ tộc Viking nơi đây thành một vương quốc. Ông còn trị vì Na Uy sau khi nhà vua tiền nhiệm Harald Áo choàng Xám bị ám sát vào khoảng năm 970.

## Tên gọi

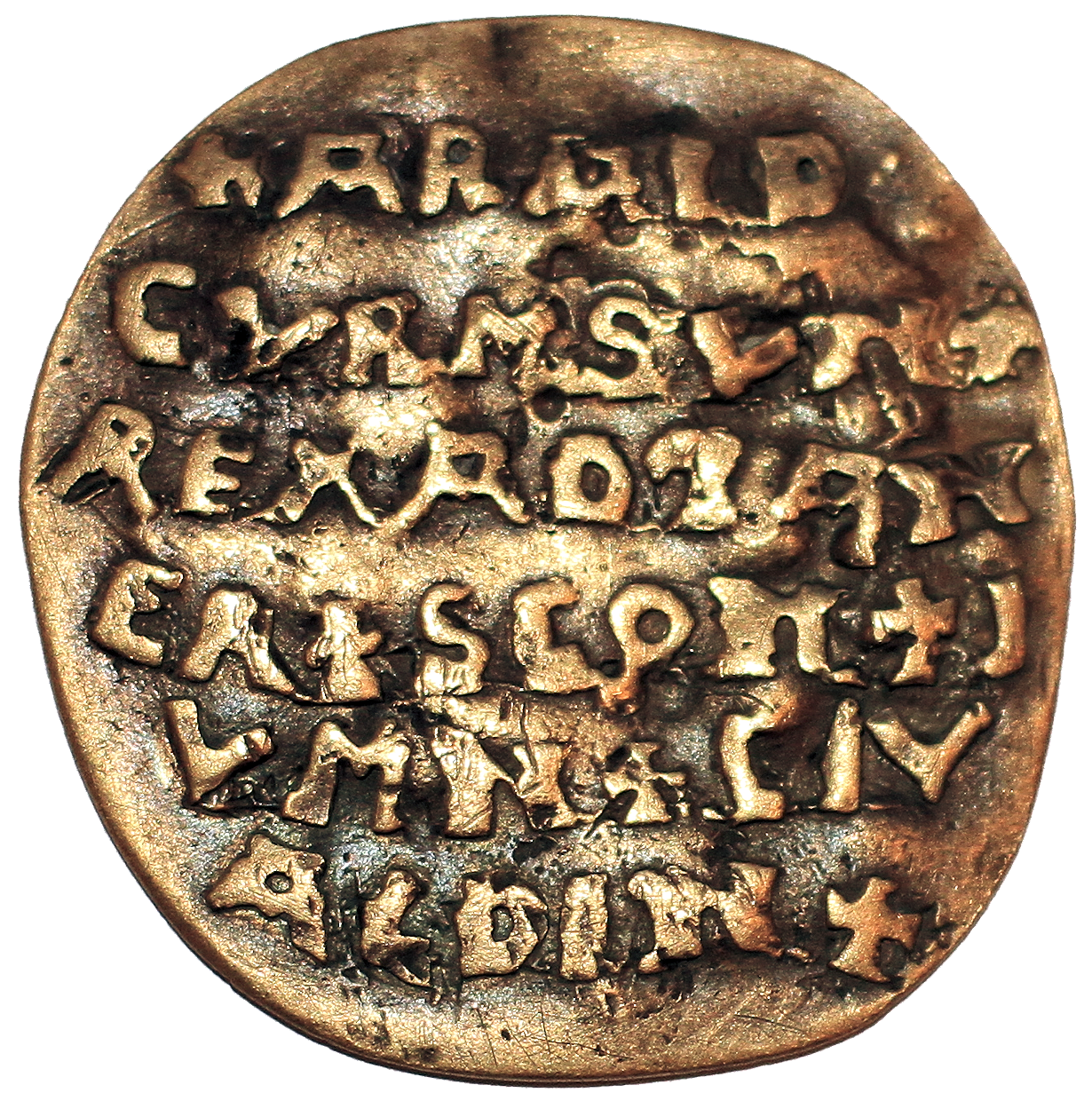
Đĩa Curmsun với tên "Harald" (Arald Curmsun) ở dòng trên cùng

Trên bia đá Jelling, tên của Harald được viết trong chữ rune haraltr: kunukʀ (ᚼᛅᚱᛅᛚᛏᚱ ᛬ ᚴᚢᚾᚢᚴᛦ) Trong tiếng Bắc Âu cổ được chuẩn hóa, điều này sẽ tương ứng với Haraldr konungr, tức là "Vua Harald". Tên được Latinh hóa của ông, được nêu trong biên niên sử Đan Mạch thời Trung cổ, là Haraldus Gormonis filius.
Tên Haraldr (cũng là Haralldr) tương đương với tiếng Anh cổ Hereweald, tiếng Đức cổ Heriwald trong "hari" nghĩa là quân và "wald-" nghĩa là trị. Tên này cũng được ghi trên cái đĩa Curmsun, được phát hiện lại vào năm 2014 (nhưng một phần của kho tích trữ của người Viking trước đây được phát hiện vào năm 1841 trong hầm mộ của nhà thờ làng Groß-Weckow ở Pomerania, gần thành trì Viking của Jomsborg), là  + ARALD CVRMSVN + REX AD TANER + SCON + JVMN + CIV ALDIN , tức là "Harald  Gormson, vua xứ Đan Mạch, Scania, Jumne, Giám mục xứ Oldenburg".
Tài liệu đầu tiên cho ra biệt danh "Răng Xanh" (Bluetooth, trong blatan; tiếng Bắc Âu cổ *blátǫnn) viết từ Chronicon Roskildense (1140), cùng với biệt hiệu thay thế Clac Harald. Clac Harald dường như là sự nhầm lẫn của Harald Bluetooth với nhân vật huyền thoại Harald Klak, con trai của Halfdan.  Tên riêng được đặt là  Blachtent  và có nghĩa là "răng hơi xanh hoặc đen" (dens lividus vel niger) trong  sử ký cuối thế kỷ 12, Wilhelmi abbatis  regum Danorum genealogia. Giả thuyết cho rằng Harald luôn bị đặt nhiều thuyết âm mưu ngầm có hàm răng bẩn "đến nỗi xanh" ("black" và  blár "blue" tương đương với "blue-black", được hiểu là "hơi ngăm đen").
Một lời giải thích khác được đề xuất bởi Scocozza (1997) rằng "blue thane" ("dark thane") ở Anh (với tiếng Anglo-Saxon thegn bị đọc lộn thành tan khi đọc sang tiếng Bắc Âu cổ).

## Trị vì

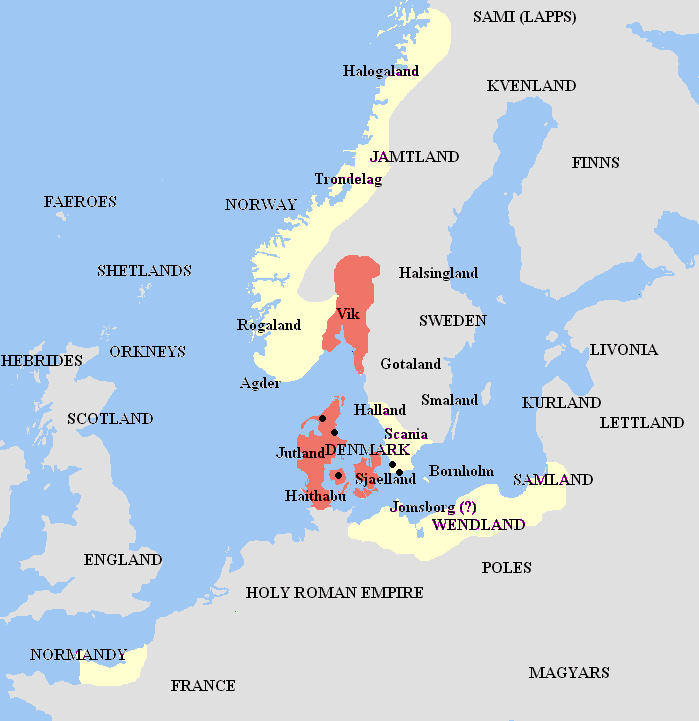
Vương quốc của Harald (màu đỏ), các chư hầu và các đồng minh của ông (màu vàng), như được mô tả trong "Heimskringla", "Knytlinga Saga", và các nguồn Scandinavian thời trung cổ khác.

Trong suốt thời kỳ trị vì của ông, Harald giám sát việc xây dựng bia đá Jelling và nhiều công trình công cộng khác. Nổi tiếng nhất trong số đó là việc củng cố pháo đài Aros (nay là Aarhus, thủ phủ của Jutland) nằm ở vị trí trung tâm trong vương quốc của ông vào năm 979. Một số người tin rằng những dự án này là cách để ông hợp nhất kiểm soát kinh tế và quân sự của đất nước mình và thành phố chính. Các lâu đài vành đai được xây dựng tại năm địa điểm chiến lược với Aarhus tọa lạc một cách hoàn hảo ở chính giữa: Trelleborg trên Zealand, Borrering ở đông Zealand (việc xây dựng bên trong của pháo đài này vẫn chưa được thiết lập), Nonnebakken trên Funen, Fyrkat ở Himmerland (bắc Jutland) và Aggersborg gần Limfjord.. Tất cả năm pháo đài đều có thiết kế tương tự: ‘’’hoàn hảo với những cánh cửa mở ra bốn góc trái đất, và một sân nhỏ chia thành bốn khu vực chứa những ngôi nhà lớn được đặt theo hình vuông’’’
Trelleborg thứ sáu có thiết kế tương tự, nằm tại Borgeby, ở Scania, đã có lịch sử từ năm 1000 và có thể được ra lệnh xây dựng bởi vua Harald và pháo đài thứ hai có tên là Trelleborg nằm gần thị trấn Trelleborg in Scania ngày nay ở Thụy Điển, nhưng xưa cũ hơn. Ông đã cho xây dựng cây cầu cổ nhất được biết đến ở miền nam Scandinavia, cầu Ravning dài 760 mét và rộng 5 mét ở Ravning.
Trong khi chiếm ưu thế một cách thầm lặng trong nước, ông chuyển sức mạnh của mình cho các nước ngoài. Ông đã giúp đỡ Richard Fearless của Normandy vào năm 945 và 963, trong khi con ông chinh phục Samland, và sau vụ ám sát vua Harald Áo choàng Xám của Na Uy, đã cố gắng buộc người dân nước này phải quy phục ông.
Các châm ngôn Bắc Âu cổ lại miêu tả Harald trong một hình ảnh khá tiêu cực. Ông đã bị buộc phải khuất phục trước hoàng tử Thụy Điển Styrbjörn Mạnh mẽ của Jomsvikings - lần đầu bằng cách cống nạp cho Styrbjörn một hạm đội tàu và con gái ông là Thyra, lần thứ hai bằng cách tự bỏ mình làm con tin, cùng với một đội tàu khác. Khi Styrbjörn đưa đội tàu này đến Uppsala để tuyên bố ngai vàng của Thụy Điển, Harald đã tuyên thệ và bỏ trốn khỏi Đan Mạch để tránh phải đối mặt với quân đội Thụy Điển trong trận Fýrisvellir.
Do hậu quả của việc quân đội Harald đã thua trước người Đức tại Danevirke năm 974, ông ta không còn kiểm soát Na Uy nữa, và người Đức đã định cư trở lại khu vực biên giới giữa Scandinavia và Đức. Họ bị trục xuất khỏi Đan Mạch vào năm 983 do liên minh của những người lính Obodrite và quân đội trung thành với Harald, nhưng ngay sau đó, Harald đã giết chết trong cuộc chiến chống lại cuộc nổi dậy do con trai ông là Sweyn. Người ta tin rằng ông ta đã chết vào năm 986, mặc dù một số tài liệu ghi chép đã tuyên bố 985 là năm ông qua đời. Theo Adam của Bremen, ông đã chết trong Jumne / Jomsborg do các vết thương của mình.
Dựa trên đĩa Curmsun, nhà khảo cổ Thụy Điển Sven Rosborn cho rằng Harald có thể đã được chôn cất ở nhà thờ Wiejkowo, gần Jomsborg.
Từ năm 1835 đến năm 1977, người ta đã lầm tưởng rằng Harald đã ra lệnh cho giết chết của người phụ nữ Haraldskær, một xác chết trước đây được cho là Gunnhild, mẹ của các vị vua cho đến khi hẹn hò bằng đồng hồ bằng tín hiệu bằng chứng khác.
Kho báu của Hiddensee, một khối vàng lớn, được tìm thấy vào năm 1873 trên hòn đảo Hiddensee của Đức ở Biển Baltic. Người ta tin rằng những vật này thuộc về gia đình của Harald.

## Công nghệ kết nối Bluetooth
Bài chi tiết: Bluetooth
Bluetooth là một công nghệ kết nối các thiết bị vô tuyến với nhau để truyền tải dữ liệu và truyền tải âm thanh. Công nghệ này được phát triển bởi các công ty Sony Ericsson, IBM, Toshiba, Intel, Nokia và các công ty khác. Công nghệ này đã được ra mắt lần đầu tiên vào ngày 20 tháng 5 năm 1999, lấy theo tên của vua Harald Blåtand (Harald Bluetooth). Phiên bản Bluetooth mới nhất hiện tại là Bluetooth 5.1, được ra mắt vào ngày 29 tháng 1 năm 2019. Bluetooth có chuẩn IEEE 802.15.1.
Công nghệ kết nối không dây Bluetooth có thiết kế đặc biệt đặt theo tên ông vào năm 1997, dựa trên việc có thể kết nối với mọi người trên thế giới giống như là Harald thống nhất các bộ lạc của Đan Mạch thành một vương quốc duy nhất. Logo của bluetooth được lồng ghép giữa hai chữ của cổ tự Rune, H (ᚼ) trong Harald và B (ᛒ) trong Blåtand.